# Sympistis funesta
Sympistis funesta là một loài bướm đêm trong họ Noctuidae.